# Mistrovství Brněnského kraje 1950
Mistrovství Brněnského kraje 1950 bylo jednou ze skupin 4. nejvyšší fotbalové soutěže v Československu. O titul přeborníka Brněnského kraje soutěžilo 14 týmů každý s každým dvoukolově na jaře a na podzim 1950. Tento ročník začal v neděli 19. března 1950 a skončil v neděli 3. prosince téhož roku zápasem ZSJ GZ Brno IV – JTO Sokol Lanžhot 1:6 (poločas 1:3). Jednalo se o 2. z 11 ročníků soutěže (1949–1959/60).
Po sezoně došlo k další z poúnorových reorganizací. Do Oblastní soutěže, která byla v ročnících 1948 (jako Zemská soutěž) a 1949 druhou nejvyšší soutěží v Československu a v sezoně 1950 se stala třetí úrovní (viz II. liga – Celostátní československé mistrovství II 1950), nepostoupilo žádné mužstvo, jelikož byla po skončení ročníku 1950 zrušena. Mistrovství Brněnského kraje (Krajská soutěž – Brno) bylo od ročníku 1951 jednou ze dvaceti skupin druhé nejvyšší soutěže a přešla do něj přední mužstva tohoto ročníku (s výjimkou VSJ Krosno Brno, které bylo rozpuštěno). Posledních osm mužstev tohoto ročníku přešlo do příslušných skupin okresních soutěží (od sezony 1951 třetí nejvyšší soutěž).

## Nové týmy v sezoně 1950
- Z Oblastní soutěže 1949 – skupiny C (II. liga) sestoupilo mužstvo ZSJ ČSSZ Husovice.[3]
- Ze skupin II. třídy Brněnského kraje 1949 (IV. liga) postoupila mužstva JTO Sokol Bosonohy (vítěz I. okrsku), VSJ Žižka Dědice (vítěz II. okrsku), SNB Brno (vítěz III. okrsku) a VSJ Šohaj Břeclav (vítěz IV. okrsku, 1949 jako VSJ Brno III).[4]

## Konečná tabulka
| Poř. | Tým                          | Z  | V  | R | P  | VG | OG  | B  |
| ---- | ---------------------------- | -- | -- | - | -- | -- | --- | -- |
| 1.   | JTO Sokol ÚNV Brno III       | 26 | 18 | 3 | 5  | 91 | 36  | 39 |
| 2.   | JTO Sokol Lanžhot            | 26 | 14 | 8 | 4  | 89 | 52  | 36 |
| 3.   | ZSJ ČSSZ Husovice (S)        | 26 | 14 | 5 | 7  | 80 | 48  | 33 |
| 4.   | ZSJ Textilia Komárov         | 26 | 14 | 4 | 8  | 68 | 52  | 32 |
| 5.   | VSJ Krosno Brno              | 26 | 11 | 6 | 9  | 71 | 80  | 28 |
| 6.   | ZSJ Pivovar Znojmo           | 26 | 9  | 9 | 8  | 87 | 73  | 27 |
| 7.   | JTO Sokol Bosonohy (N)       | 26 | 11 | 5 | 10 | 70 | 64  | 27 |
| 8.   | SNB Brno (N)                 | 26 | 11 | 5 | 10 | 86 | 87  | 27 |
| 9.   | ZSJ GZ Královo Pole II („B“) | 26 | 10 | 5 | 11 | 51 | 64  | 25 |
| 9.   | ZSJ ZKL Líšeň                | 26 | 7  | 9 | 10 | 52 | 60  | 23 |
| 11.  | ZSJ GZ Brno IV               | 26 | 8  | 5 | 13 | 79 | 82  | 21 |
| 12.  | VSJ Žižka Dědice (N)         | 26 | 7  | 3 | 16 | 69 | 86  | 17 |
| 13.  | VSJ Šohaj Břeclav (N)        | 26 | 5  | 7 | 14 | 51 | 82  | 17 |
| 14.  | ZSJ Dehtochema Šlapanice     | 26 | 6  | 1 | 19 | 40 | 117 | 13 |

Poznámky:
- Z = Odehrané zápasy; V = Vítězství; R = Remízy; P = Prohry; VG = Vstřelené góly; OG = Obdržené góly; B = Body; (S) = Mužstvo sestoupivší z vyšší soutěže; (N) = Mužstvo postoupivší z nižší soutěže (nováček)

Zkratky:
- ČSSZ = Československé stavební závody; GZ = Gottwaldovy závody (známější jako Královopolská strojírna); JTO = Jednotná tělovýchovná organisace; SNB = Sbor národní bezpečnosti; ÚNV = Ústřední národní výbor; VSJ = Vojenská sokolská jednota; ZKL = Závody kuličkových ložisek; ZSJ = Závodní sokolská jednota

|  | Přechod do Krajské soutěže – Brno 1951 (II. liga)         |
|  | Přechod do příslušných okresních soutěží 1951 (III. liga) |
|  | Mužstvo zaniklo v souvislosti se vznikem DA Brno          |